# Лейк-Віссота (Вісконсин)
Лейк-Віссота (англ. Lake Wissota) — переписна місцевість (CDP) в США, в окрузі Чиппева штату Вісконсин. Населення — 2830 осіб (2020).

## Географія
Лейк-Віссота розташований за координатами 44°55′40″ пн. ш. 91°17′24″ зх. д. / 44.92778° пн. ш. 91.29000° зх. д. (44.927643, -91.290137).  За даними Бюро перепису населення США в 2010 році переписна місцевість мала площу 11,40 км², з яких 9,71 км² — суходіл та 1,69 км² — водойми.

## Демографія
Згідно з переписом 2010 року, у переписній місцевості мешкало 2738 осіб у 1087 домогосподарствах у складі 820 родин. Густота населення становила 240 осіб/км².  Було 1214 помешкання (106/км²).
Расовий склад населення:
| - 97,9 % — білих - 0,6 % — азіатів - 0,4 % — корінних американців - 0,1 % — чорних або афроамериканців |

До двох чи більше рас належало 0,7 %. Частка іспаномовних становила 0,9 % від усіх жителів.
За віковим діапазоном населення розподілялося таким чином: 23,7 % — особи молодші 18 років, 62,1 % — особи у віці 18—64 років, 14,2 % — особи у віці 65 років та старші. Медіана віку мешканця становила 42,5 року. На 100 осіб жіночої статі у переписній місцевості припадало 103,0 чоловіків;  на 100 жінок у віці від 18 років та старших — 102,2 чоловіків також старших 18 років.
Середній дохід на одне домашнє господарство  становив 73 427 доларів США (медіана — 67 602), а середній дохід на одну сім'ю — 80 848 доларів (медіана — 71 678). Медіана доходів становила 51 544 долари для чоловіків та 29 547 доларів для жінок. За межею бідності перебувало 0,6 % осіб, у тому числі 0,0 % дітей у віці до 18 років та 0,0 % осіб у віці 65 років та старших.
Цивільне працевлаштоване населення становило 1753 особи. Основні галузі зайнятості: виробництво — 20,5 %, освіта, охорона здоров'я та соціальна допомога — 18,8 %, роздрібна торгівля — 15,4 %.